# Generator Colpittsa

Rys. 1. Lampowy generator Colpittsa (układ z początku lat 20. XX w.)

Rys. 2. Tranzystorowy generator Colpittsa w układzie wspólnego kolektora

Tranzystorowy generator Colpittsa w układzie wspólnej bazy.

Generator Colpittsa – elektroniczny generator drgań, w którym obwód rezonansowy złożony jest z dwóch kondensatorów i cewki, a droga sprzężenia zwrotnego utworzona jest przez tę cewkę i jeden z kondensatorów. Nazwa pochodzi od nazwiska wynalazcy – Edwina Colpittsa. Generator Colpittsa był realizowany dawniej w technice lampowej, a obecnie – tranzystorowej.

## Opis teoretyczny
Generator Colpittsa, podobnie jak inne generatory LC, składa się z urządzenia wzmacniającego (np. tranzystor bipolarny, tranzystor polowy, wzmacniacz operacyjny czy lampa próżniowa), którego wyjście podłączone jest do wejścia w pętli sprzężenia zwrotnego zawierającej równoległy obwód LC (obwód strojony), który działa jako filtr pasmowy do ustawiania częstotliwości oscylacji.
Częstotliwość drgań wytwarzanych przez generator Colpittsa wynosi:
{\displaystyle f_{0}={\frac {1}{2\pi {\sqrt {L\cdot {\frac {C_{1}\cdot C_{2}}{C_{1}+C_{2}}}}}}}.}
Aby nastąpił rezonans, konieczne jest spełnienie warunku amplitudowego:
{\displaystyle {\frac {C_{1}}{C_{2}}}={\frac {G_{L}}{g_{m}}}}
oraz częstotliwościowego:
{\displaystyle {\frac {1}{C_{1}}}+{\frac {1}{C_{2}}}=\omega _{0}^{2}L,}
gdzie {\displaystyle G_{L}} oznacza konduktancję obciążenia generatora, natomiast {\displaystyle g_{m}} transkonduktancję układu.